# Las Tres Villas
Las Tres Villas er en kommune i det sydøstlige Spanien i provinsen Almería. Den har et indbyggertal på 574 (2024) indbyggere.